# Iglesia de madera de Gol

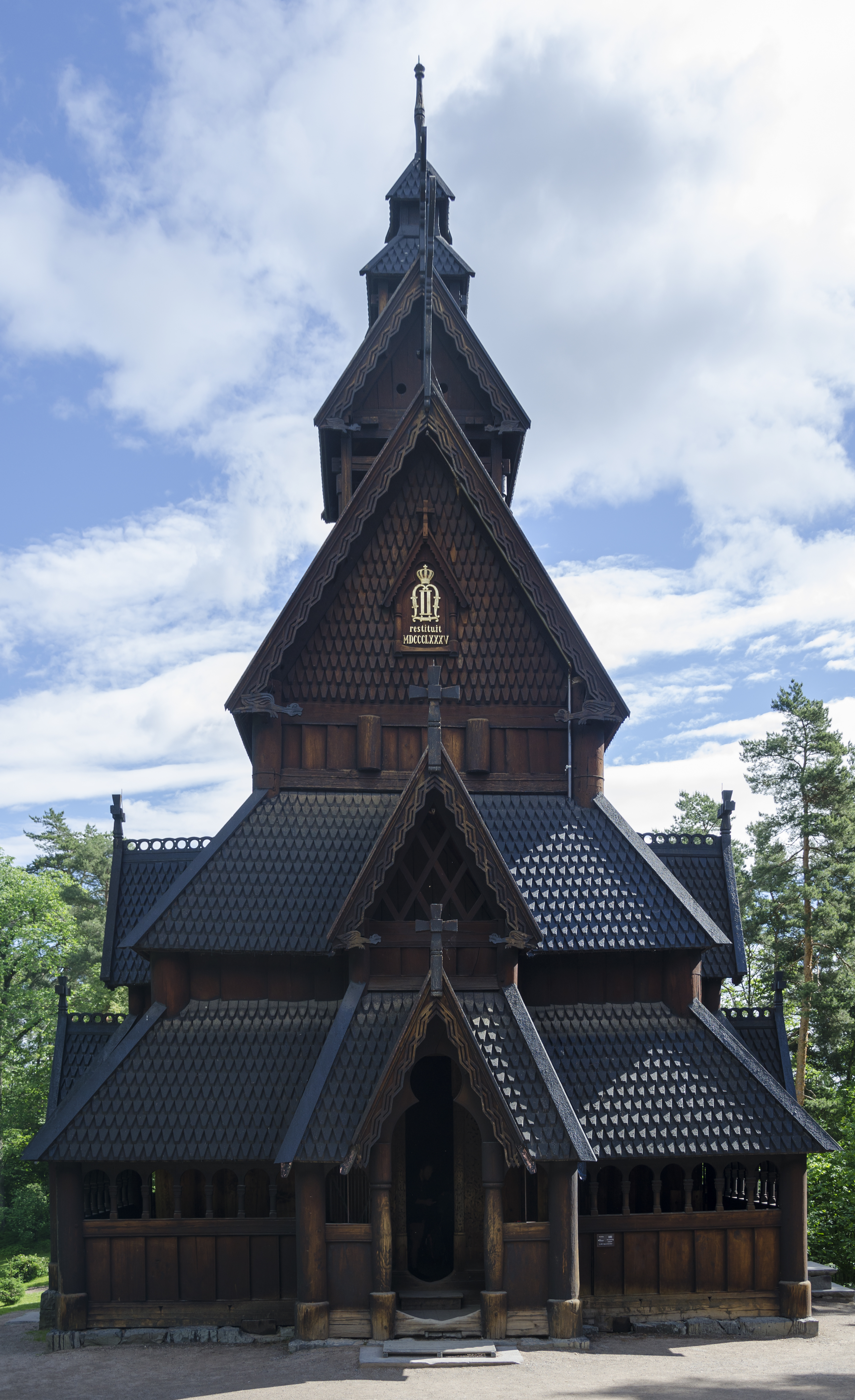
Iglesia de madera de Gol.

La Iglesia de madera de Gol es una iglesia de madera medieval construida entre los siglos XII y XIII en el pequeño pueblo de Gol, provincia de Buskerud, en Noruega y localizada en esta misma localidad de Gol a 192 km de Oslo. Tras ser desmontada en 1884 fue reconstruida en 1885 en el Museo del Pueblo Noruego, donde permanece en la actualidad. Oficialmente pertenece al Rey de Noruega.

## Historia

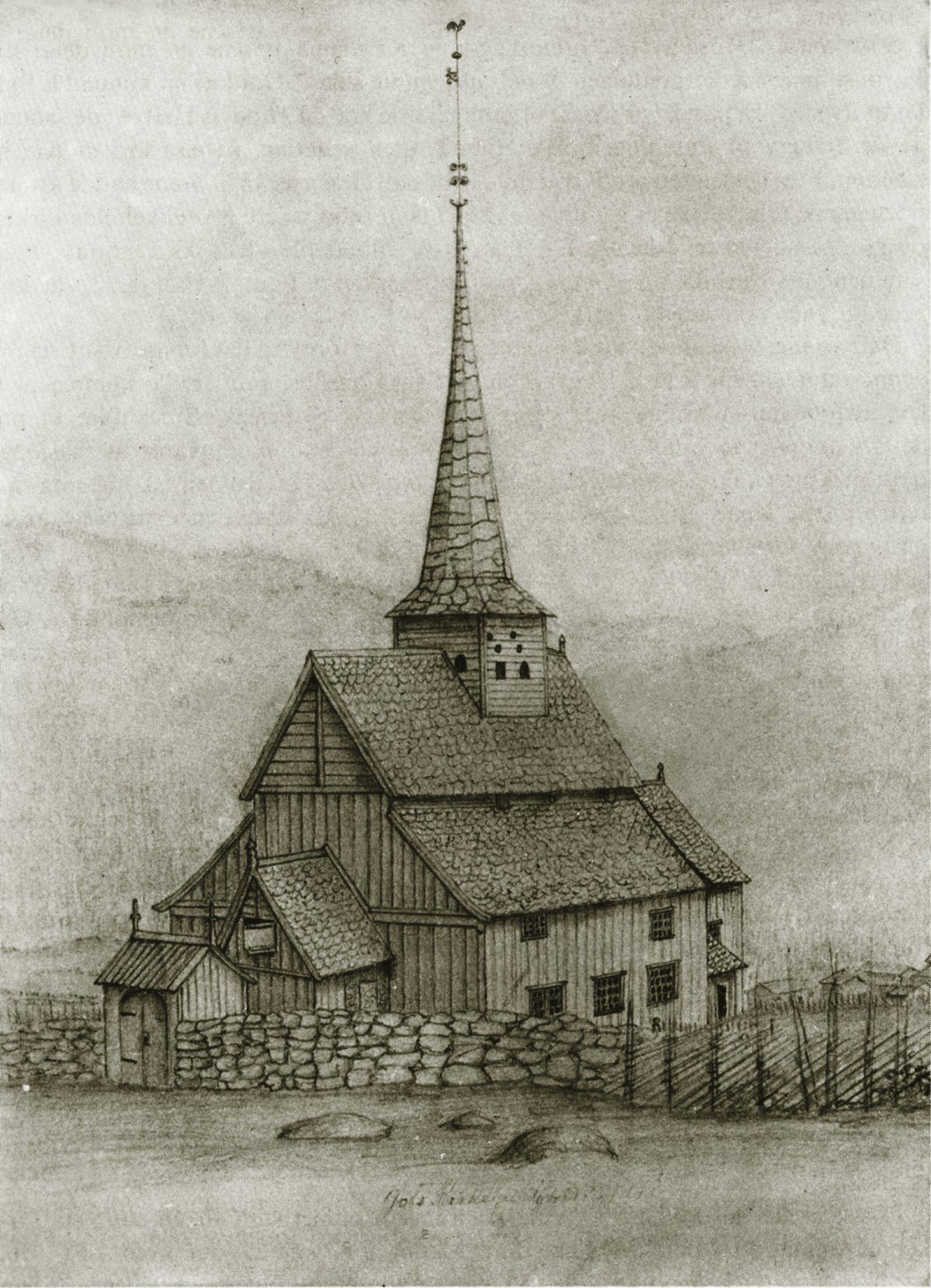
La iglesia en 1846. Dibujo de J. N. Prahm.

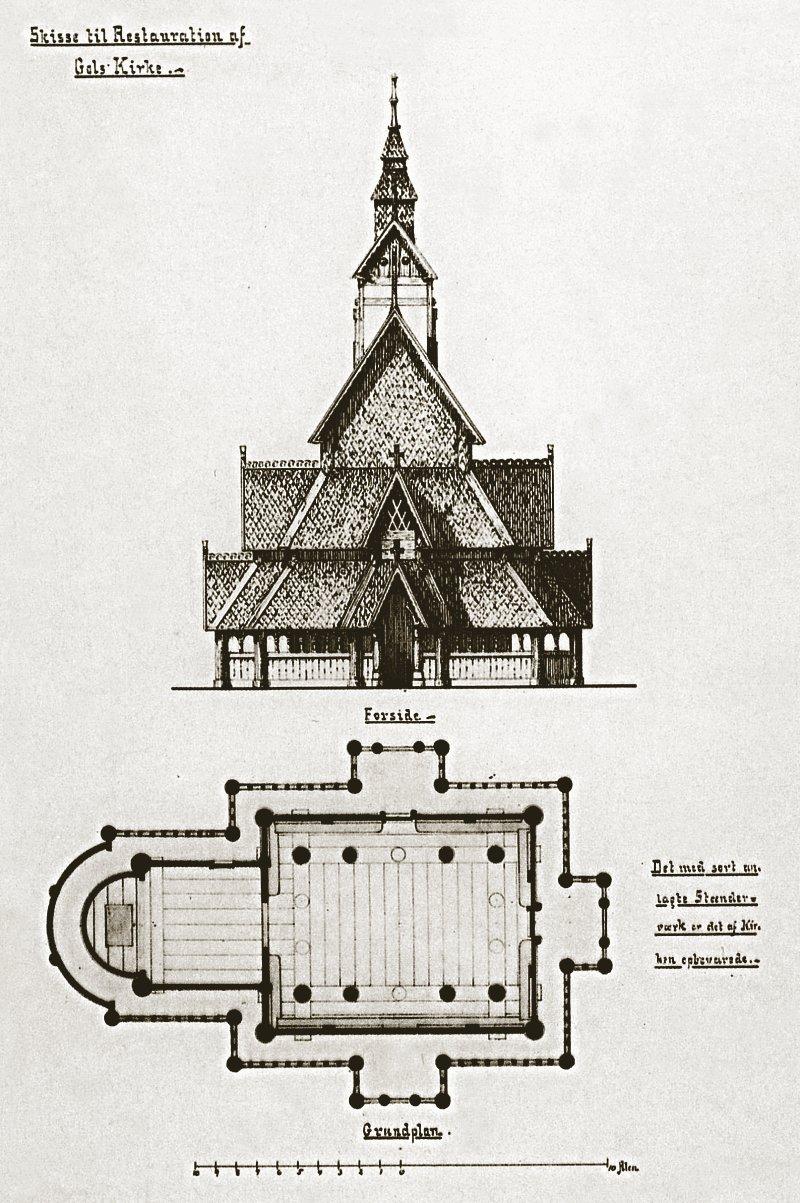
Dibujo de 1883, por T. Prytz.

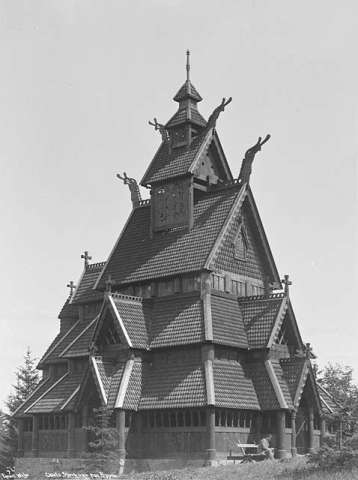
Fotografía por Axel Lindahl (1885-1890).

La iglesia originalmente se localizaba 500 m al suroeste de la actual iglesia de Gol.
Conserva bastante similitud con la iglesia de Hegge, en Valdres, lo que hace suponer que ambas fueron construidas por el mismo maestro. Probablemente mantuvo su forma original hasta el siglo XVII, con un corredor alrededor de la nave y el coro. La torre central fue renovada en 1694. En la misma época fueron colocadas una techumbre sobre la nave y, en la sala central de esta última, dos ventanas en la pared meridional.
Alrededor de 1730 se le adaptó una galería en el costado norte de la nave y entre 1802 y 1803 el coro y el ábside fueron derribados para construir en su lugar un nuevo coro de técnica laftverk. El corredor alrededor de la nave también fue derribado para ensanchar el nuevo coro. Frente al portal occidental se levantó un porche techado. Así, la iglesia tenía la apariencia que se aprecia en la pintura de J. N. Prahm de 1846 (ver imagen).
Hacia finales de la década de 1870, la parroquia de Gol decidió construir una iglesia moderna de proporciones más amplias. La Sociedad para la Conservación de Monumentos Antiguos Noruegos propuso conservar la iglesia en su lugar, pero la parroquia pensaba derribarla y vender el material. Finalmente, se optó por vender la iglesia a la Sociedad por 200 coronas, con la condición de que fuera retirada cuando la nueva iglesia de mampostería estuviera concluida.
La sociedad no contaba con un terreno a donde trasladar la iglesia, pero en 1881 el rey Óscar II ofreció levantar la iglesia en el centro de sus propiedades en Bygdøy, donde acababa de establecer su colección de objetos históricos y planeaba abrir un museo al aire libre.
La Sociedad sólo pudo recaudar 387 coronas, pero el costo total estimado para el traslado y la reconstrucción ascendía al menos a 6,500 coronas. En marzo de 1884, el rey rescató al proyecto haciéndose cargo de los gastos que faltaban por cubrir. La Sociedad cedió entonces los derechos de propiedad al monarca de Noruega.
En enero de 1884 la iglesia fue desmontada. El arquitecto encargado de los planos y el inventario había sido Thorolf Prytz. En marzo, las piezas fueron transportadas en trineo hasta la estación de ferrocarril más cercana. El transporte en tren fue gratuito y las piezas llegaron ilesas hasta la estación de Bygdøy. En la reconstrucción participaron el arquitecto Waldemar Hansteen y el maestro albañil Torsten Torstensen, ya que Prytz se había retirado del proyecto por nuevos compromisos contraídos. La iglesia quedó terminada en el verano de 1885, en el centro del museo al aire libre del rey. Como parte del museo, la iglesia de Gol recibió una importante afluencia de visitantes y permaneció abierta todos los días, a diferencia de los demás edificios del museo, que sólo eran abiertos los domingos.
Los cambios significativos que se habían realizado a la iglesia durante el siglo XVII y con el agrandamiento del coro de 1802-1803 hicieron imposible reconstruirla en su forma original. Fue restaurada basándose en parte en especulaciones, reconstruyéndose la nave, el coro y el ábside. Como se argumentaba que la iglesia originalmente había estado rodeada por un corredor y que tenía una torre central, éstos elementos fueron añadidos tomando como modelo a la iglesia de madera de Borgund.
La colección de Óscar II fue cedida al Museo Popular Noruego en 1907. Si bien la iglesia de Gol permanece actualmente como propiedad del monarca reinante en Noruega, pero es administrada por el museo.

## El edificio

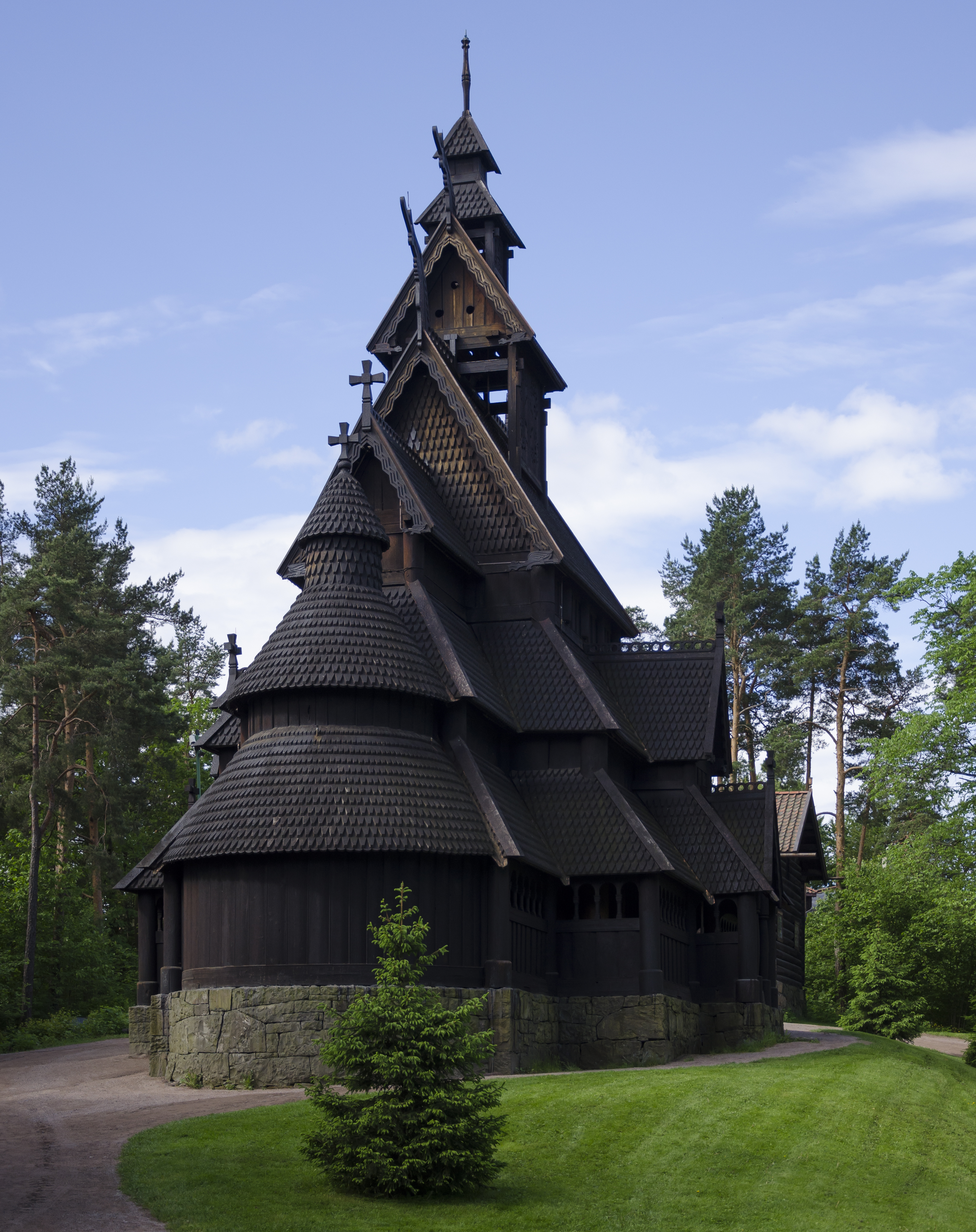
La iglesia desde el noroeste.

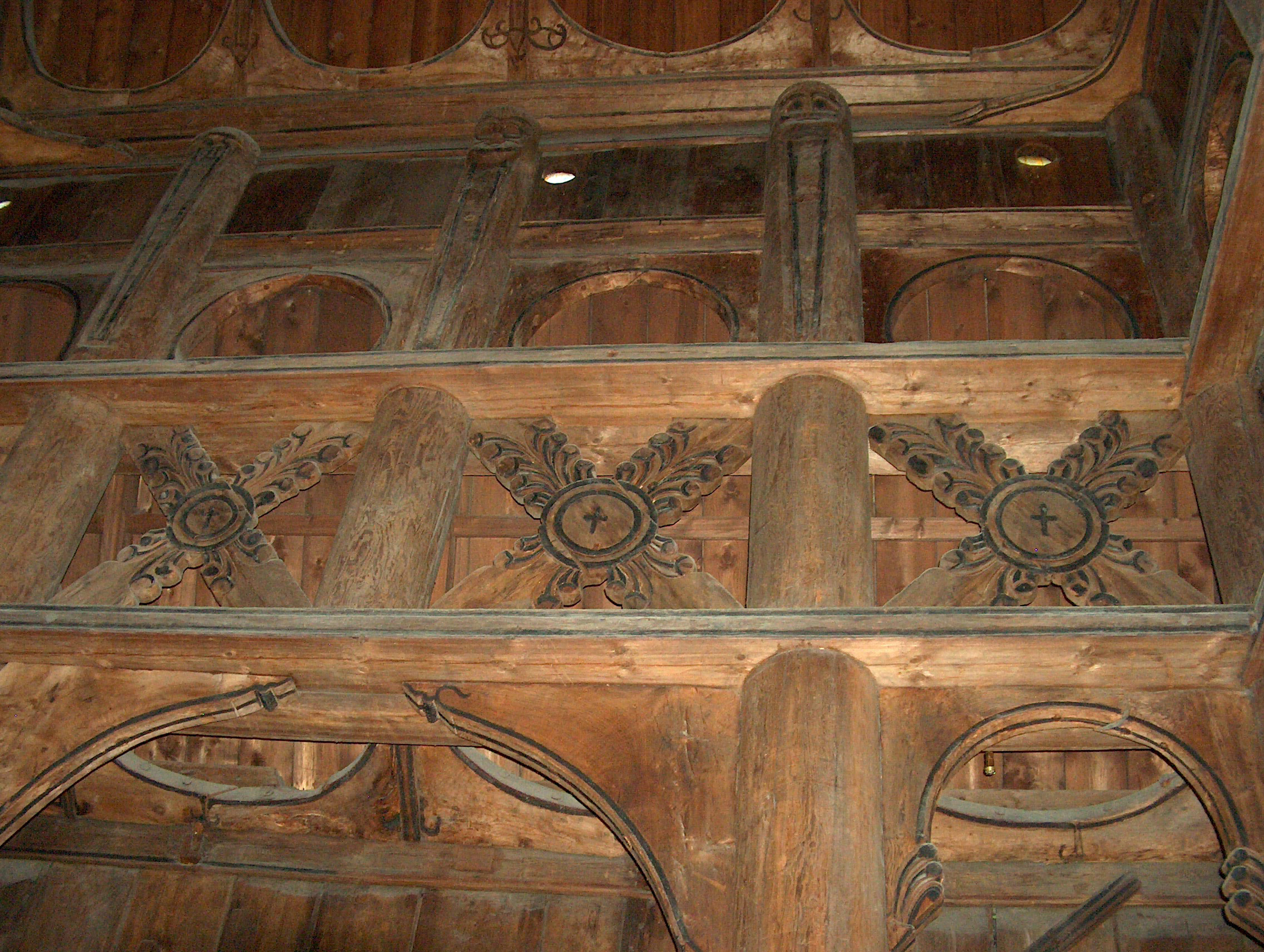
Detalle del interior, mostrando los postes de la sala central con arcaturas, cepos y cruces de San Andrés.

La iglesia es una stavkirke de tipo B y del grupo de Borgund, con una sala central de techo elevado y un deambulatorio que conforman la nave rectangular. Hay un coro un poco más pequeño que termina en un ábside en el oriente. El coro y el ábside desaparecieron cuando el templo fue agrandado entre 1802 y 1803 y el material actual es obra de la reconstrucción.
Cuando la iglesia fue levantada por segunda vez, el arquitecto Hansteen optó por restaurar únicamente las partes medievales. Así, la iglesia actualmente es sobre todo una reconstrucción con materiales de la década de 1880. Con todo, en la nave se han conservado importantes partes de la construcción principal, como son el basamento de madera, las soleras, los postes, así como una parte de los tablones y de las soleras superiores. También se ha conservado la mayor parte del material original de la sala central de la nave y la armadura del techo.

### Exterior
La iglesia de Gol presenta un corredor exterior inspirado en la iglesia de madera de Borgund, ya que el original desapareció entre 1802 y 1803. Se cree que la iglesia siempre tuvo una torre central, en la cima del caballete del techo, pues en un inventario del siglo XVII se habla de una torre con dos campanas. Fue renovada en 1694, cuando tenía el aspecto del dibujo de J.N. Pahm pero finalmente desapareció. La actual es una reconstrucción apoyada en la torre de la iglesia de Borgund.

### Portales
El portal occidental es el original de la Edad Media. Se halla decorado con dragones en actitud de lucha y con zarcillos vegetales que brotan de bocas talladas en la parte inferior. Tiene dos pilastras con base y capitel, el fuste cubierto con motivos vegetales y en los más alto del portal, cabezas humanas coronadas. La puerta tiene incrustaciones de hierro forjado que datan de la Edad Media.
El portal sur de la nave fue retirado durante la expansión de la iglesia a principios del siglo XIX, pero algunas de sus partes fueron reutilizadas en la construcción del porche. Fue a través de esos restos que el arquitecto Hansteen pudo reconstruir el portal sur de la nave en Oslo. El portal sur del coro se conservó parcialmente y fue reconstruido también.

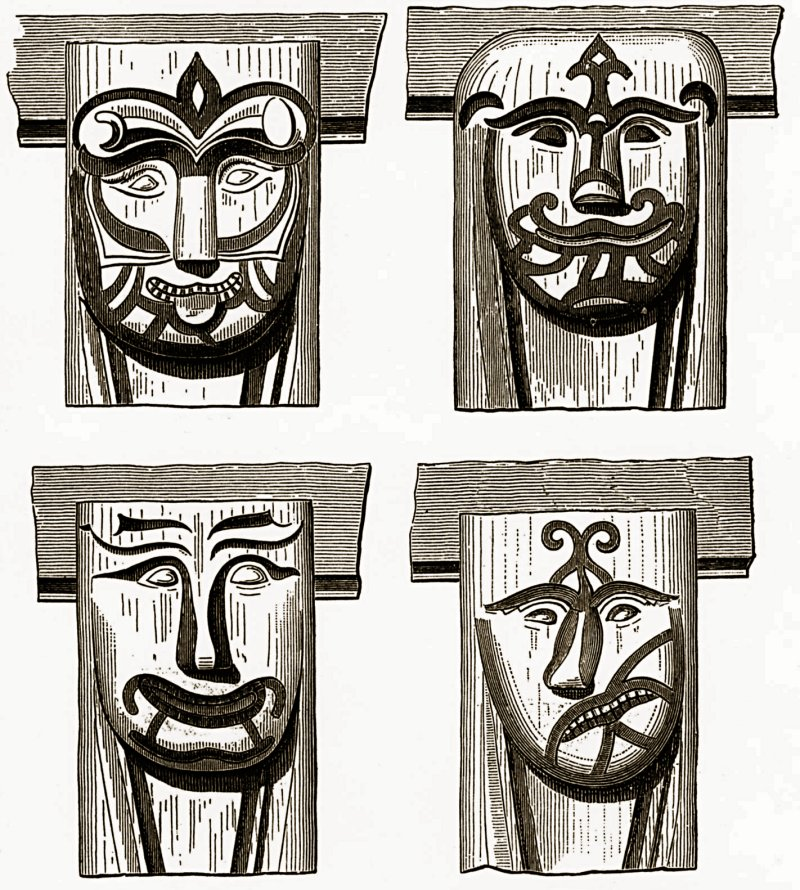
Máscaras de la cima de los postes de la sala central.

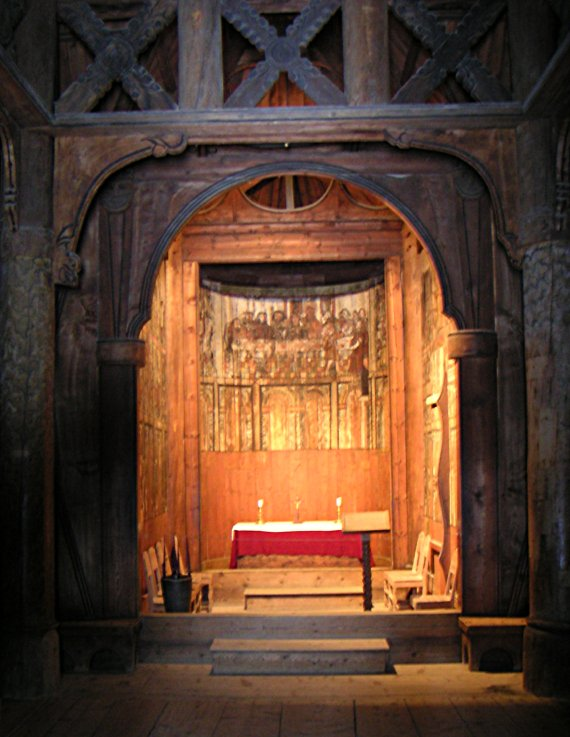
Fotografía del interior. Al fondo, la Última Cena del ábside.

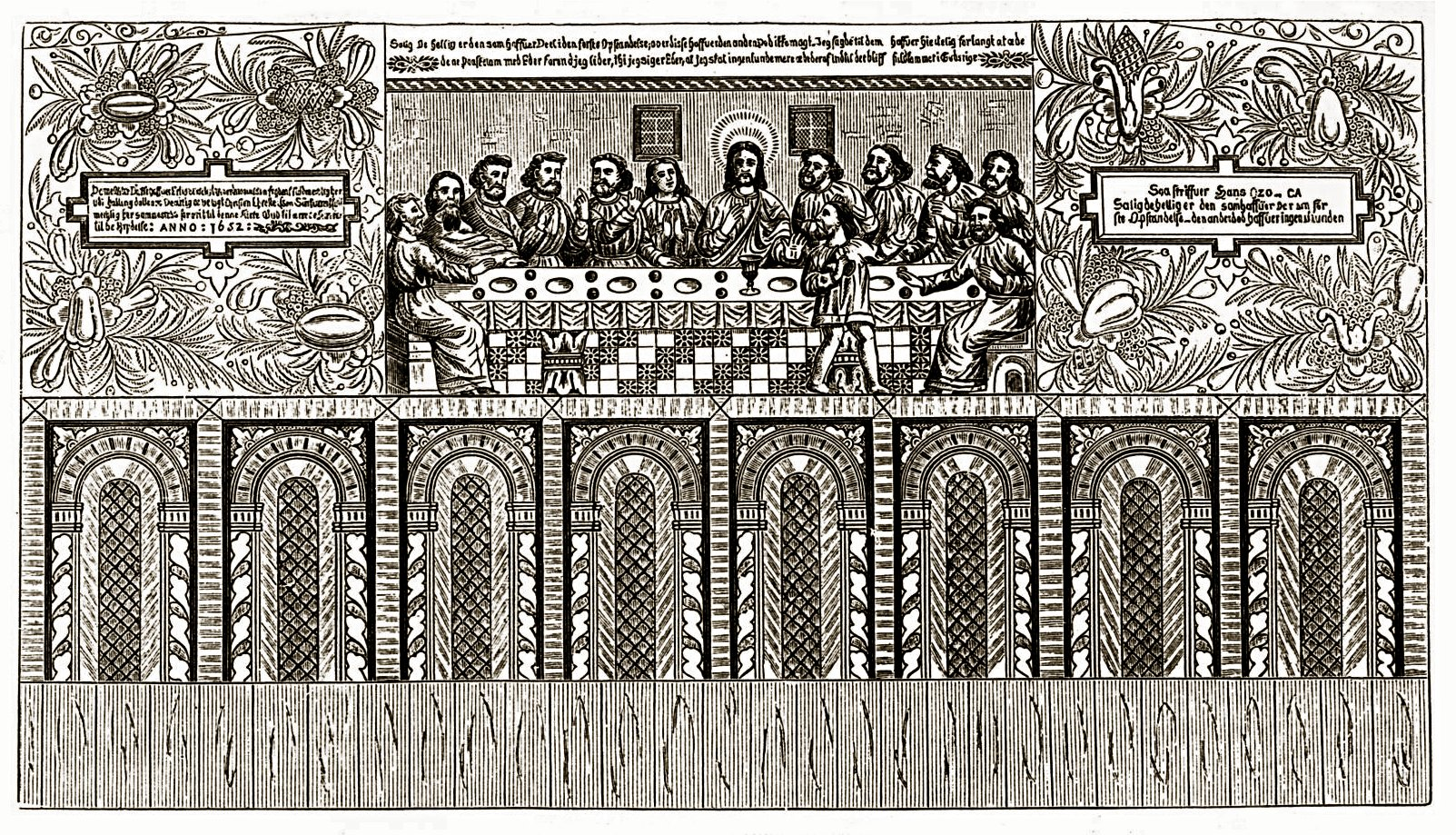
Reconstrucción de la Última Cena del ábside, por Nicolay Nicolaysen.

### Interior
La iglesia siempre ha tenido un piso de madera. Las largas bancas de madera a lo largo de las paredes de la nave fueron reconstruidas en Oslo, siguiendo esa tradición común a varias stavkirke. Los soportes del interior que interconectan los postes centrales de la nave con los muros son originales, lo mismo que los tirantes en forma de cruz de San Andrés y los cepos que proporcionan rigidez a los postes centrales. Estos postes centrales, que delimitan a la sala central del deambulatorio, presentan tallas de máscaras grotescas en lo más alto, del mismo tipo que las de varias iglesias de Hallingdal y Valdres. La galería del costado norte, al ser un elemento posterior, ya no fue reincorporada en la reconstrucción. El arco del coro es una reconstrucción sin fundamento histórico sólido.

### Inventario
Como consecuencia de la recuperación del aspecto primitivo de la iglesia, todo el inventario posterior a la reforma protestante fue retirado, y por lo tanto, el interior carece actualmente de bancas modernas, de púlpito y de pila bautismal. En compensación, el rey Óscar II colocó en el interior una banca tallada procedente de la iglesia de madera de Heddal. La decoración pictórica de 1652 del coro y el ábside sobrevivió al traslado y a la reconstrucción de la iglesia. En la pared del ábside permanece una representación de la Última Cena. En la pared norte del coro los cuatro evangelistas y en el sur, una decoración vegetal con hojas, flores y frutos con los nombres de todos los que financiaron el embellecimiento de la iglesia. Sobre el portal del coro colgaba anteriormente un crucifijo procedente de la desaparecida iglesia de Veum, datado de ca 1300.

## Réplicas
Actualmente hay una réplica en el centro del pueblo de Gol. Fue construida en la década de 1980 como parte de una atracción de un hotel de la localidad. Cerca de ella hay la reconstrucción de una casa vikinga y otras atracciones turísticas. Su emplazamiento no es el mismo que una vez ocupó la original. 
Otra réplica se localiza en Beiarn, provincia de Nordland, conocida como la iglesia de madera de Savjord, iniciada en 2005.
En Minot, Dakota del Norte, Estados Unidos, una localidad con herencia noruega, existe una réplica de la iglesia de Gol. Asimismo hay una más en el parque Epcot, en Orlando, Florida.

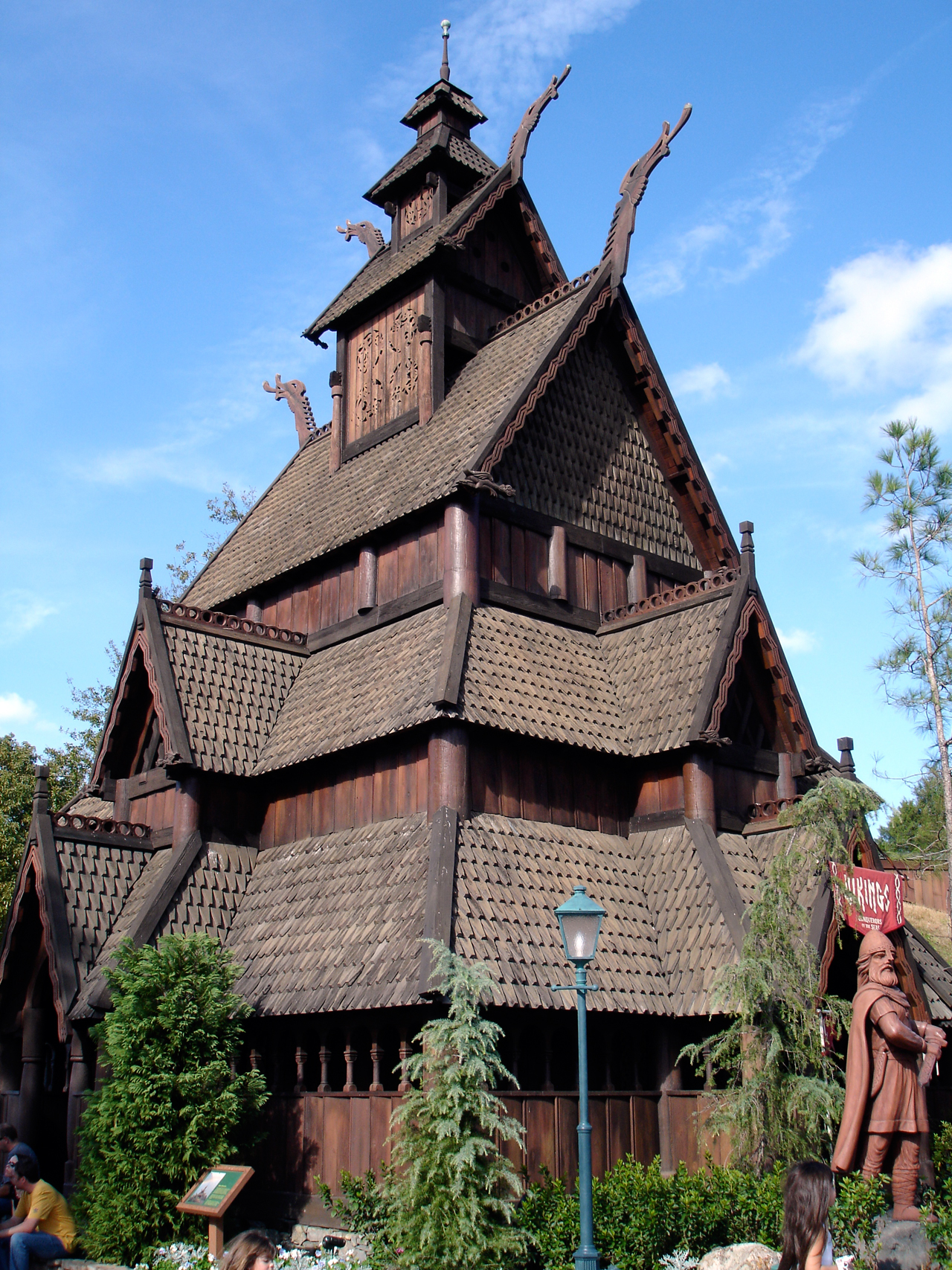
Réplica en Orlando (EEUU)
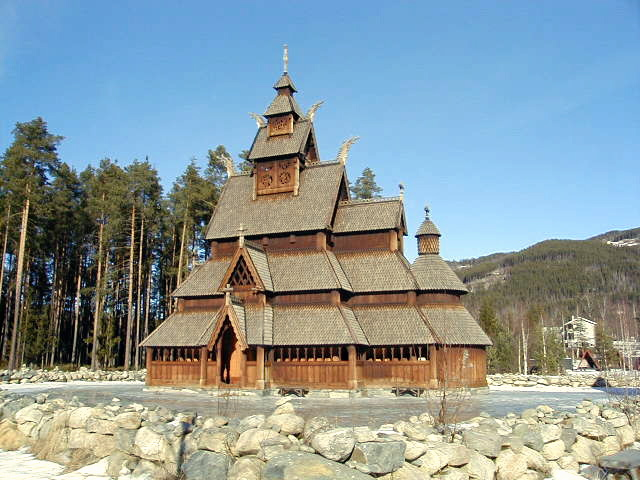
Réplica en Gol (Noruega)
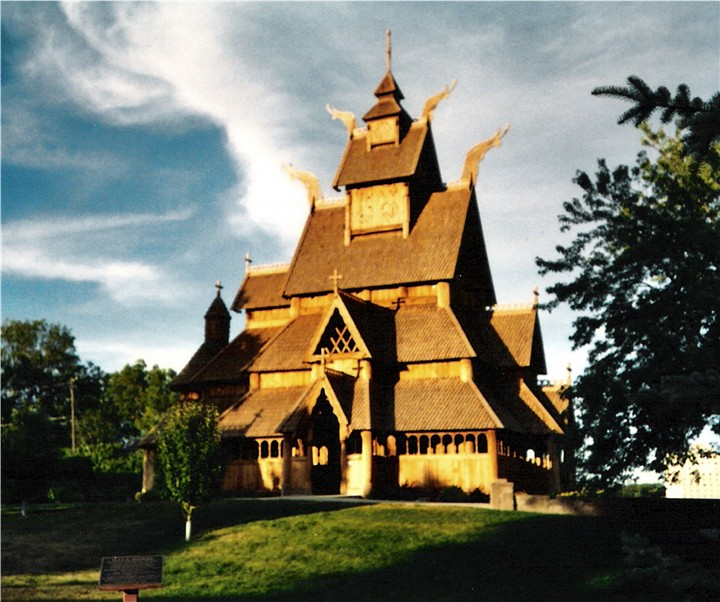
Réplica en Minot (EEUU)
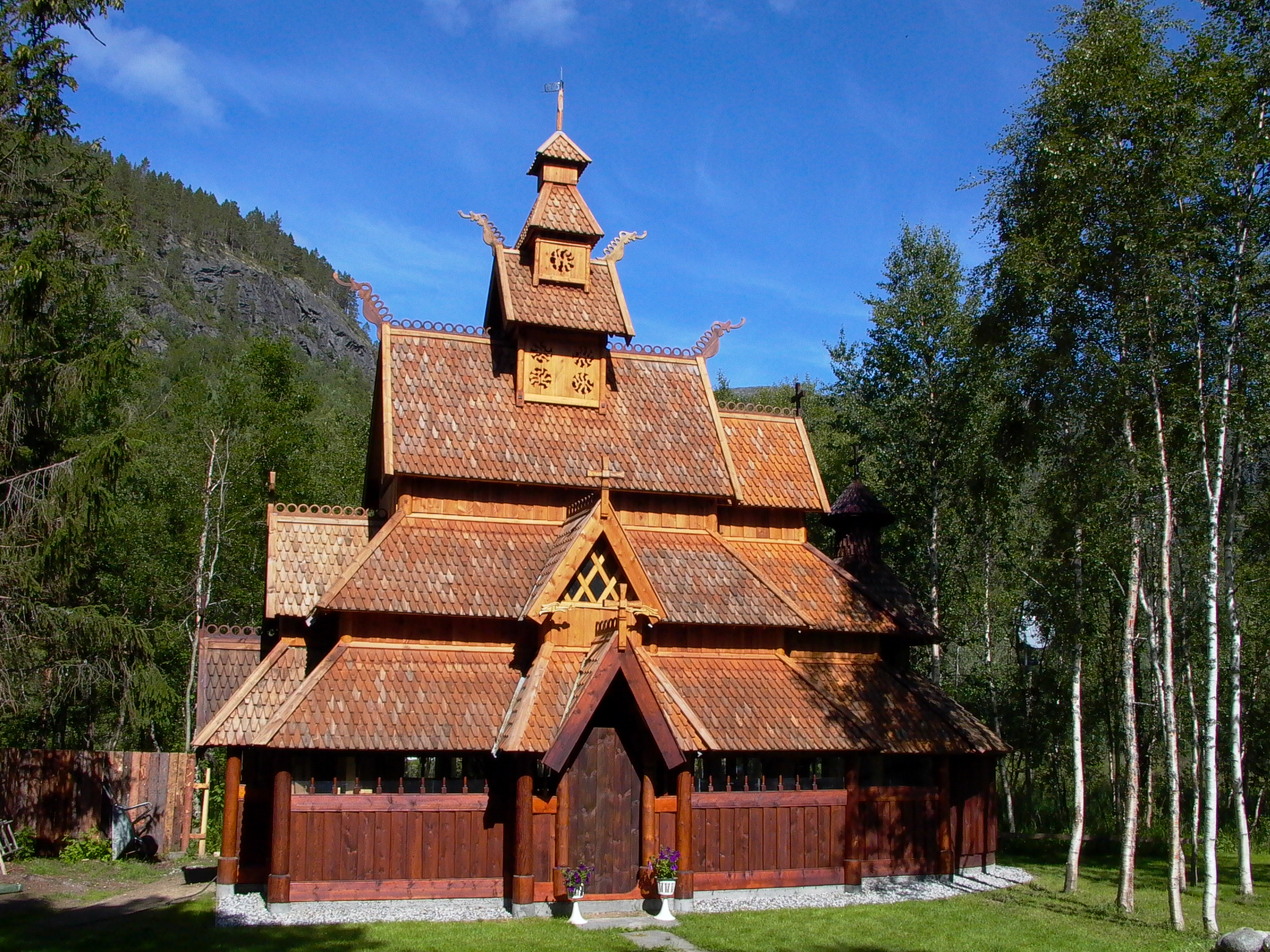
Réplica en Beiarn (Noruega)